# Josep González
Pour les articles homonymes, voir González.
González  Cambray est un nom espagnol. Le premier nom de famille, en général paternel, est González ; le second, en général maternel, souvent omis, est Cambray.
Josep González Cambray, né le 10 mars 1972 à Lérida, est un ingénieur, enseignant et  homme politique espagnol membre de la Gauche républicaine de Catalogne (ERC). Il est conseiller à l'Éducation de la généralité de Catalogne entre 2021 et 2023.

## Biographie
Diplômé en marketing, Josep González a été enseignant dans le secondaire, a enseigné dans plusieurs universités catalanes, notamment à l'Université ouverte de Catalogne, et a développé son activité professionnelle dans le domaine de l'administration publique en Catalogne.
En tant que directeur général de l'Enseignement public au sein du département de l'Éducation de la généralité de Catalogne à partir de 2018, il est responsable pendant la pandémie de Covid-19 du maintien des écoles ouvertes et du dispositif de retour aux cours en présentiel des enfants, dans le primaire et le secondaire.
Le 24 mai 2021, il est annoncé comme conseiller à l'Éducation dans le futur gouvernement catalan. Il est l'un des 21 personnes arrêtées dans l'affaire Voloh (es), une enquête pour détournement de fonds public du projet d'indépendance mené par Carles Puigdemont. Il prend ses fonctions deux jours plus tard.